# In itinere
L'espressione latina In itinere, tradotta letteralmente, significa durante il percorso.
Con questo termine si indica tutto ciò che avviene durante un percorso sia in senso figurato che reale.
Ad esempio: durante il corso si sono svolte diverse prove in itinere... l'orientamento in itinere offre agli studenti... l'infortunio in itinere occorso al lavoratore durante il... si è svolta una verifica in itinere (nel senso che si è svolta collettivamente durante le ore di lezione).
Analogamente, a livelli meramente scolastici, l'espressione potrebbe essere utilizzata in questi termini: "recupero in itinere del programma svolto", per indicare l'attività talvolta proposta dal docente.